# La Nuit des alligators
Pour plus de détails, voir Fiche technique et Distribution.
La Nuit des alligators (The Penthouse) est un thriller britannique réalisé par Peter Collinson, sorti en 1967.

## Synopsis
Bruce, un agent immobilier marié avec enfants, loge sa maîtresse dans un Penthouse moderne dans un immeuble encore vide. Un matin, Tom et Dick (Harry étant resté en bas), se présentent pour relever les compteurs. Rapidement, Barbara a des doutes sur leurs réelles intentions...

## Fiche technique
Sauf indication contraire, les informations mentionnées dans cette section peuvent être confirmées par la base de données cinématographiques IMDb,  présente dans la section « Liens externes ».
- Titre original : The Penthouse
- Titre français : La Nuit des alligators ou Une qualité du mal[1]
- Réalisateur : Peter Collinson
- Scénario : Peter Collinson d'après la pièce The Meter Man de Scott Forbes (en)
- Photographie : Arthur Lavis
- Montage : John Trumper
- Musique : Johnny Hawksworth
- Sociétés de production : Compton Films, Tahiti Films
- Pays de production :  Royaume-Uni
- Langue de tournage : anglais britannique
- Format : Couleurs Eastmancolor - 1,85:1 - Son mono - 35 mm
- Durée : 96 minutes (1h36)
- Genre : Thriller
- Dates de sortie :
  - Allemagne de l'Ouest : juin 1967 (Berlinale 1967)
  - France : 6 septembre 1967[1]
  - Royaume-Uni : 29 septembre 1967

## Distribution
- Suzy Kendall : Barbara Willison
- Terence Morgan : Bruce Victor
- Tony Beckley : Tom
- Norman Rodway : Dick
- Martine Beswick : Harry